# Daïra de Oued Morra
Pour les articles homonymes, voir Morra (homonymie).
La daïra d'Oued Morra est une circonscription administrative algérienne située dans la wilaya de Laghouat. Son chef-lieu est situé sur la commune éponyme d'Oued Morra.

## Géographie

### Localisation
|                  | Aflou               |           |
| Aflou, El Ghicha | daïra de Oued Morra | Aïn Mahdi |
|                  | Aïn Mahdi           |           |

## Communes
La daïra regroupe les deux communes d'Oued Morra et Oued M'Zi.